# Lady Lake (Neuseeland)
Der Lady Lake ist ein See in der Region West Coast auf der Südinsel von Neuseeland.

## Geographie
Der Lady Lake befindet sich rund 5,7 km östlich von Lake Brunner / Moana und rund 33,5 km südöstlich von Greymouth. Der See, der auf einer Höhe von 112 m liegt, umfasst eine Fläche von rund 1,39 km². Mit einer Länge von rund 1,89 km in Nord-Süd-Richtung und einer maximalen Breite von rund 1,06 km in Ost-West-Richtung erstreckt sich das Ufer des Sees über eine Länge von rund 6,5 km.
Der See besitzt ein Wassereinzugsgebiet von 16,66 km² und seine maximale Wassertiefe beträgt 26 m.
Rund 1,36 km westsüdwestlich grenzt der 1,25 km² große Kangaroo Lake an.

## Geologie
Der Lady Lake ist ein eiszeitlich geformter See, der von einem Moränengürtel umschlossen ist und sich nach Süden hin zu flacherem Land geöffnet ist. Die Böden an den Seeufern sind organischem und angeschwemmtem Ursprungs und das Wasser des Sees ist stark von organischem Material durchsetzt ist.